# Coprosma inopinata
Coprosma inopinata är en måreväxtart som beskrevs av I.Hutton och Peter Shaw Green. Coprosma inopinata ingår i släktet Coprosma och familjen måreväxter.
Artens utbredningsområde är Lord Howeön. Inga underarter finns listade i Catalogue of Life.